# Heinävesi
Heinävesi es un municipio de Finlandia. Está localizado en la provincia de Finlandia Oriental y es parte de la región de Karelia del Norte.

## Demografía y Geografía
El municipio tiene una población de 3.562 habitantes (2016) y cubre una área de 1.318,99 km², de los cuales 288,71 km² corresponden a agua. La densidad de población es 3,46 habitantes por km².
La lengua propia es el finlandés.

## Cultura
Hasta la década de 1990, los únicos monasterios ortodoxos nórdicos del país (Monasterio de Nuevo Valamo y el convento de la Santa Trinidad de Lintula) se ubicaban en Heinävesi.

## Galería

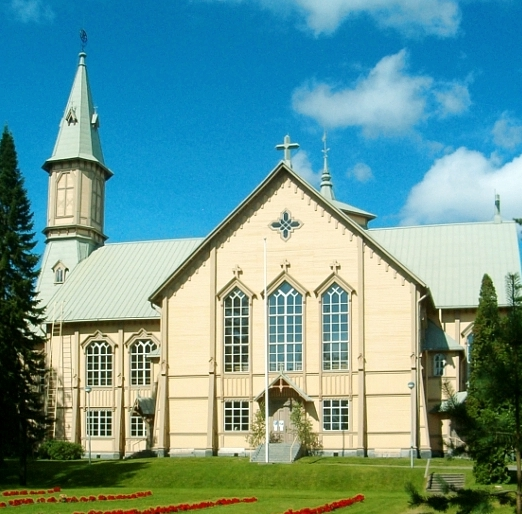
La iglesia luterana de Heinävesi
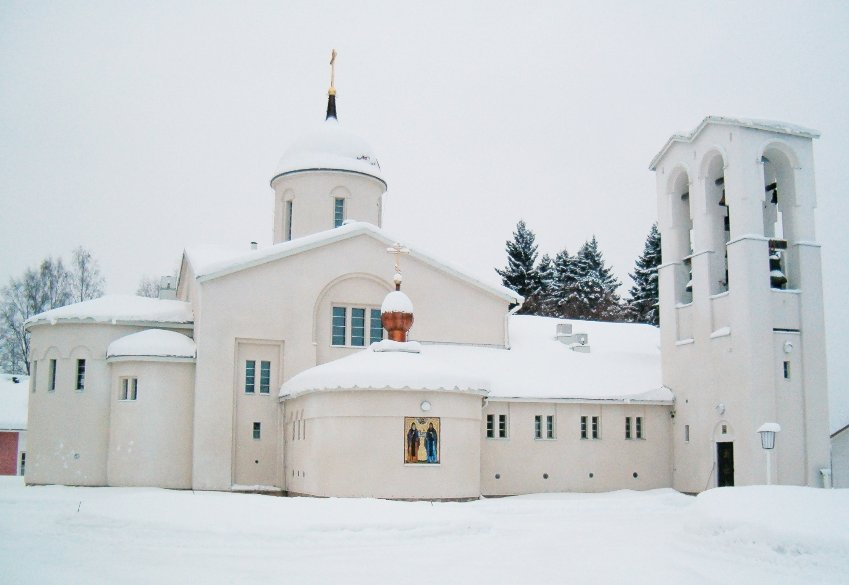
El monasterio Nuevo Valamo en invierno
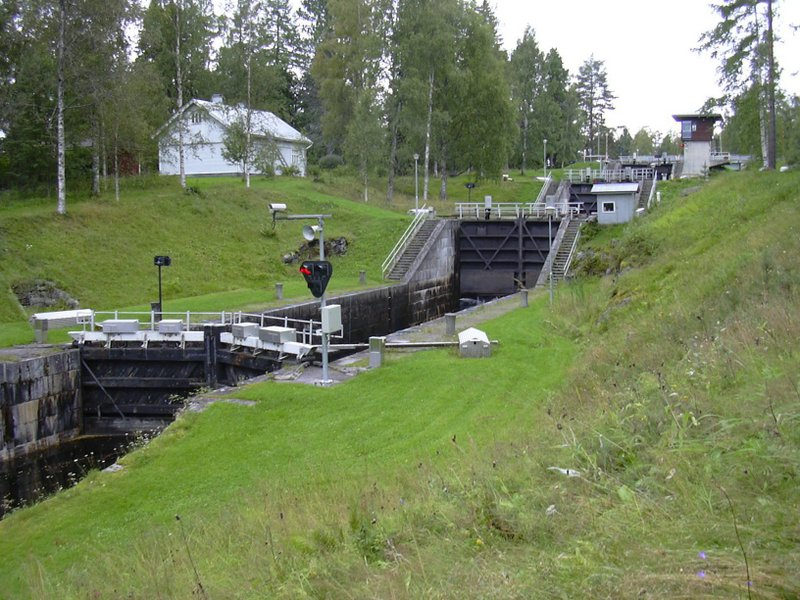
Canal de Varistaipaleen
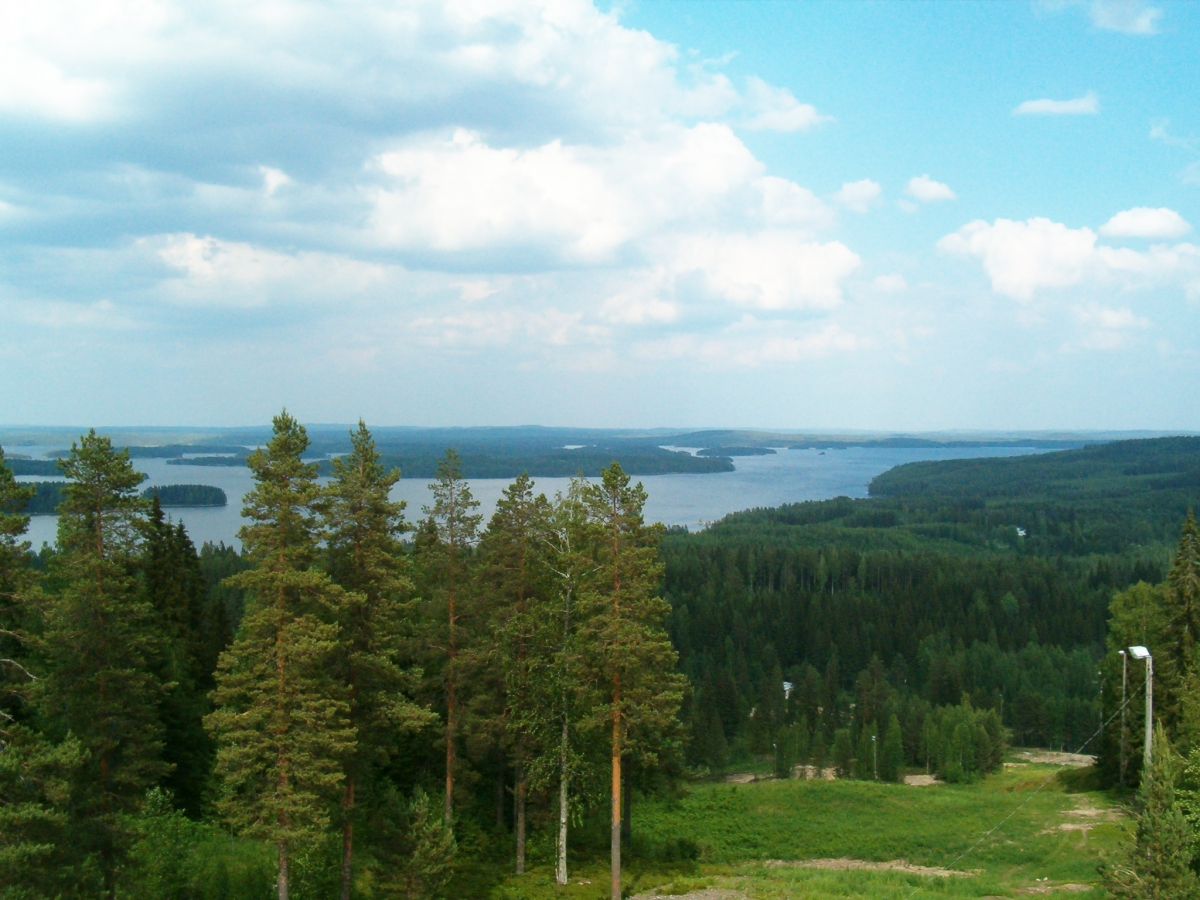
Lago Kermijärvi
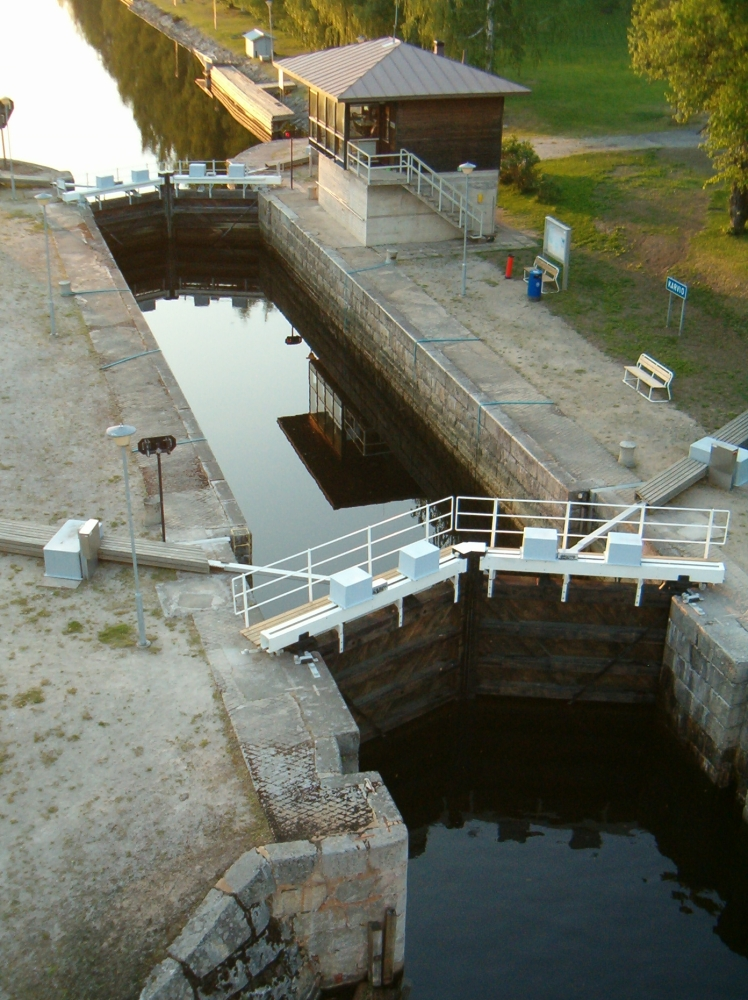
Canal de Karvio
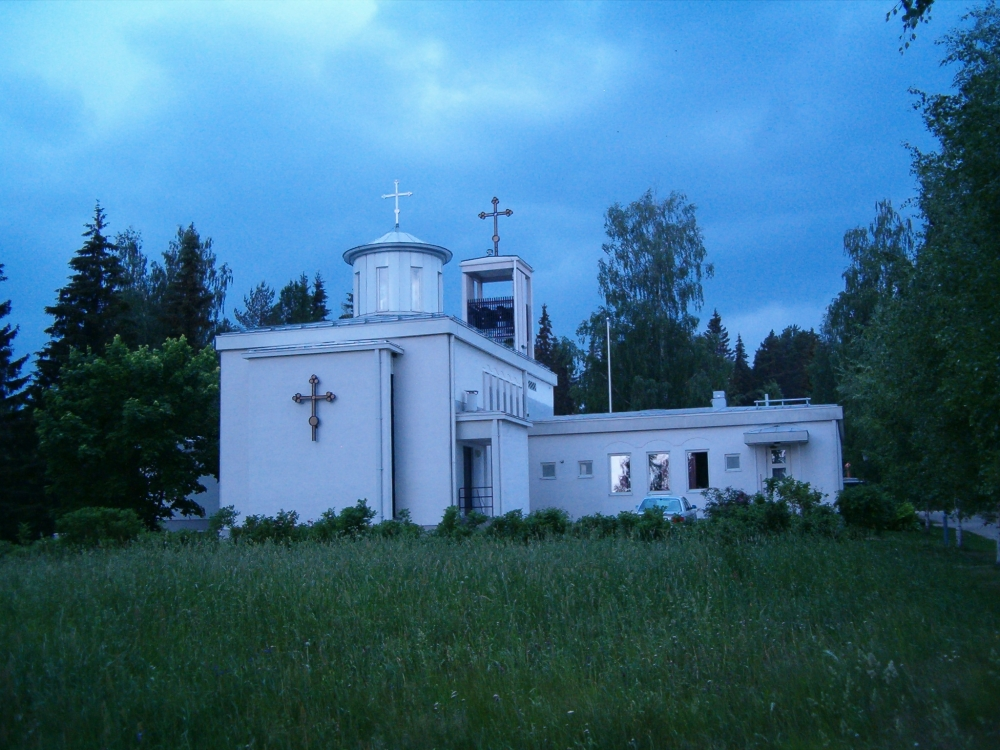
Convento de Lintula